# Un paletto nel cuore
Un paletto nel cuore è un volume di fumetti dedicato al personaggio di Buffy Summers, la protagonista della serie televisiva Buffy l'ammazzavampiri.
Sono racchiusi in questo paperback gli ultimi numeri della serie regolare, dal 60 al 63, pubblicati da agosto a novembre 2003. Con questo volume si completa anche la trilogia "pre-Sunnydale", le storie ambientate cioè tra la fine del film e la prima puntata della prima stagione.
Dopo aver sconfitto una banda di vampiri a Las Vegas (Viva Las Buffy!) ed un demone all'interno dell'ospedale psichiatrico (Cacciatrice interrotta), Buffy deve ora affrontare la sfida per lei più difficile: il trauma legato alla separazione dei suoi genitori ed il conseguente trasferimento a Sunnydale, dove nel frattempo si è già insediato il suo nuovo Osservatore Rupert Giles.
Lo scrittore Fabian Nicieza, già co-sceneggiatore nei due precedenti volumi, affiancato dalle matite di Cliff Richards, l'inchiostro di Will Conrad ed i colori di Michelle Madsen, ci accompagna fino alla prima notte di Buffy a Sunnydale, poche ore prima della sua comparsa nell'episodio Benvenuti al college (1x01).

## Trama

### Falsità
- Prima pubblicazione USA: Buffy the Vampire Slayer n. 60 (agosto 2003)

I genitori di Buffy comunicano a lei e Dawn che hanno deciso di separarsi temporaneamente dopodiché il padre lascia la casa. Buffy, rimasta impassibile e silenziosa, sfoga poi tutta la sua rabbia nella caccia ai vampiri. Angel, che assieme al Cantastorie continua a vigilare su di lei di nascosto, vorrebbe esserle d'aiuto e consolarla: decide quindi di sottoporsi ad un incantesimo di magia nera per assorbire lui le emozioni negative della Cacciatrice rendendola felice.
Come più volte ci ha ammonito Joss Whedon nel corso della serie televisiva, l'incantesimo di magia nera non funziona e su Buffy si scaglia il primo di quattro demoni della malignità che cerca in tutti i modi di insinuare nella ragazza il sentimento di odio verso il padre. Dopo averlo cercato in ufficio e spiato in un ristorante mentre pranza e bacia una collega, Buffy si reca nella nuova abitazione del padre sempre seguita dal demone che la incita ad uccidere colui che la fa soffrire. Le insinuazioni del demone vengono tuttavia spazzate via dal profondo senso di colpa che dimostra di provare Buffy quando, abbracciando il padre, gli chiede se stia accadendo tutto questo per colpa sua o per le cose che ha fatto. Il padre la rincuora.

### Colpa
- Prima pubblicazione USA: Buffy the Vampire Slayer n. 61 (settembre 2003)

Mentre Buffy e Dawn si attribuiscono la colpa per quanto succede, Angel vorrebbe rimediare all'errore che ha commesso: per tenerlo lontano da altri guai, il Cantastorie si rivolge alla Wolfram & Hart per far annullare l'incantesimo. Piena di rimorso, Buffy non riesce a riconoscere un vampiro che uccide così un ragazzo. Giles ha un colloquio di lavoro con il preside Flutie del liceo di Sunnydale per ottenere l'incarico di bibliotecario mentre Cordelia ed Harmony sorprendono Jesse, l'amico di Xander, mentre ruba un abito femminile per la madre. Il secondo demone della malignità cerca di far leva sul rimorso che prova Buffy per convincerla che sta fallendo anche come Cacciatrice e che non può salvare il mondo. Le insinuazioni del demone portano però Buffy a sentirsi in colpa di sentirsi in colpa e, salvando una ragazza da un vampiro, dissolve così anche l'influenza del secondo demone.
- Curiosità: quando il Cantastorie si reca alla Wolfram & Hart parla con la da poco assunta Lilah Morgan, futura protagonista di ben quattro stagioni di Angel, che fa così la sua prima apparizione cronologica nel Buffyverse.

### Abbandono
- Prima pubblicazione USA: Buffy the Vampire Slayer n. 62 (ottobre 2003)

Mentre Joyce sta cercando una nuova abitazione in una nuova città dove aprire la sua galleria d'arte, Buffy e Dawn sono sole in casa quando vengono aggredite dal terzo demone della malignità. Costui dichiara di essere la vacuttà dell'abbandono, il vuoto disperato che c'è dentro ognuno di noi, e trascina le due ragazze in un'altra dimensione dove cercano di colmare quel vuoto inseguendo senza speranza la sagoma del padre. Il ritorno a casa della madre, con la notizia di nuove possibili destinazioni, diventa la speranza in un futuro migliore capace di sconfiggere il vuoto dell'abbandono. Questo permette a Buffy e Dawn di rientrare nella nostra dimensione e sconfiggere il demone. Buffy in persona estrae a sorte il biglietto con il nome della nuova destinazione: il risultato è ovviamente Sunnydale.
- Curiosità: mentre aspettano il ritorno della madre, le ragazze guardano vecchi video amatoriali di famiglia e Dawn si lamenta del fatto di non comparire mai; questo è stato interpretato come primo accenno alle origini mistiche di Dawn che saranno svelate durante la quinta stagione.

### Trepidazione
- Prima pubblicazione USA: Buffy the Vampire Slayer n. 63 (novembre 2003)

La famiglia Summers si trasferisce a Sunnydale ma Buffy e Dawn non hanno voglia di disfare i pacchi. Durante una passeggiata, la Cacciatrice si imbatte in numerose persone indecise sul da farsi e lei stessa subisce l'influenza del quarto demone della malignità. Costui cerca di convincerla a non fare nessuna scelta, a lasciarsi i problemi degli altri alle spalle, a lasciare in sostanza il suo ruolo di Cacciatrice di vampiri. Buffy non si lascia convincere perché, anche non essendo la Cacciatrice, non sarebbe comunque disposta ad essere una persona normale. Così facendo annulla anche l'influenza dell'ultimo demone della malignità. Angel, che per tutto il tempo l'ha seguita, viene pesantemente criticato dal Cantastorie: non deve cercare scontri con altri vampiri del luogo per espiare le sue colpe o considerare la Cacciatrice come mezzo per la sua redenzione, deve convincersi che Buffy e Sunnydale possono avere bisogno di lui e dare una svolta alla sua vita. Il vampiro, che fino a quel momento si era ancora continuato a chiamare Angelus, decide che è ora di incontrare la Cacciatrice per parlarle e decide di cambiare nome definitivamente in Angel.
A casa Summers, nel frattempo, sono terminati i lavori di sistemazione e Buffy si addormenta nella speranza che l'indomani sarà un grande giorno.
- Curiosità: per completare il collegamento tra la serie televisiva e questa trilogia "pre-Sunnydale" vengono brevemente mostrati anche Willow, Xander, il vampiro Luke (primo nemico affrontato da Buffy a Sunnydale), il sindaco Richard Wilkins con il suo assistente Finch e Giles, intento ad ordinare tutti i suoi libri nella biblioteca.